# Dicle-Talsperre
Die Dicle-Talsperre (türkisch Dicle Barajı; Dicle ist der türkische Name des Tigris) befindet sich am Zusammenfluss der beiden Tigris-Quellflüsse Maden Çayı und Dibni Çayı 40 km nördlich von Diyarbakır in der gleichnamigen türkischen Provinz.
Die Dicle-Talsperre wurde in den Jahren 1991–2001 zum Zweck der Bewässerung, Energiegewinnung und zur Trinkwasserversorgung errichtet. 
Sie wird vom staatlichen Energiekonzern Elektrik Üretim A.Ş. (EÜAŞ) betrieben.
Das Absperrbauwerk ist ein Steinschüttdamm mit Lehmkern. Der Staudamm hat eine Höhe von 75 m über Talsohle und ein Volumen von 3,1 Mio. m³. 
Der zugehörige Stausee staut die Unterläufe der beiden Flüsse Maden Çayı (im Westen) und Dibni Çayı (im Osten) und bedeckt dabei eine Fläche von 24 km². Der Speicherraum beträgt 595 Mio. m³. 
Das Wasserkraftwerk der Dicle-Talsperre verfügt über zwei 55 MW-Turbinen. Das Regelarbeitsvermögen liegt bei 298 GWh im Jahr.
Flussaufwärts am Maden Çayı befindet sich die Kralkızı-Talsperre.